# Sund (Faeröer)
Sund is een dorp dat behoort tot de gemeente Tórshavnar kommuna in het oosten van het eiland Streymoy op de Faeröer. Sund heeft 3 inwoners. De postcode is FO 186.